# 簇花醉鱼草
簇花醉鱼草（学名：[Buddleja caryopteridifolia var. eremophila] 错误：{{Lang}}：文本有斜体标记（帮助））为玄参科醉鱼草属莸叶醉鱼草的变种。分布在中国大陆的甘肃、四川、云南等地，生长于海拔1,700米至3,200米的地区，多生长于山地路旁或干旱河谷灌木丛中，目前尚未由人工引种栽培。

## 别名
山龙草（云南中甸）